# Дурды Клыч
Дурды Клыч (туркмен. Дурды Клыч; 1886, Хивинское ханство — 14 декабря 1950, аул Ходжакумбат Ташаузского района (ныне Шабатский этрап, Дашогузский велаят, Туркменистан) — туркменский советский народный поэт и народный сказитель, импровизатор, исполнитель народных героических и романтических Дастанов.

## Биография
Из крестьян. Слепой с детства.
Автор песен о прошлом Туркмении, о бесправной жизни женщины-туркменки («Тумарлы»), горькой доле аульной бедноты («Эшекли»). Автор стихов «Баи», «Бедняки», «Ленин» и др.
В годы Великой Отечественной войны создавал патриотические песни.

## Избранные публикации
- Гошгулар, Ашгабат, 1952;
- Сайланан эсерлер, Ашгабат, 1969; в рус. пер. — Наши пути, Аш., 1944; в кн.: Антология туркменской поэзии, М., 1949
- Сборники стихов и песен «Поэмы и стихи» (1940), «Мечта» (1944), «Стихотворения» (изд. 1952).
- Москва,
- Менин элим